# Bijelo Polje, Črna gora
Bijelo Polje (črnogorsko Бијело Поље) je mesto/naselje v Črni gori, ki je središče občine Bijelo Polje. Leži v Sandžaku, pokrajini na severu države, ki si jo Črna Gora deli s Srbijo in je večinsko muslimanska.

## Demografija
| 1948 | 1953 | 1961   | 1971   | 1981   | 1991   | 2003   |
| 5856 | 8925 | 11.927 | 16.586 | 17.358 | 16.464 | 15.883 |